# Die Schlafwandler (Romantrilogie)

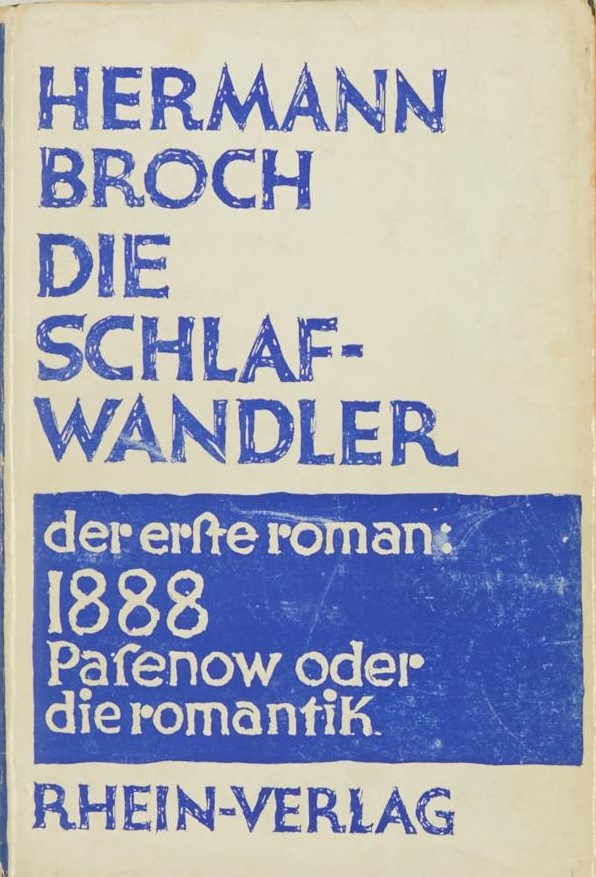

Die Schlafwandler ist der Titel einer ab 1930 erschienenen Romantrilogie von Hermann Broch über den Zerfall gesellschaftlicher Werte. Die Handlung der drei personell miteinander verwobenen Teile reicht vom Beginn bis zum Ende des wilhelminischen Zeitalters.

## 1888 Pasenow oder die Romantik (Dezember 1930)
Der erste Roman der Trilogie spielt in Berlin und auf den ostelbischen Gütern der Adelsfamilien Pasenow und Baddensen. Die Hauptfigur Leutnant Joachim von Pasenow ist tief verunsichert über die Werte der Zeit, er lässt sich schlafwandlerisch treiben und sucht nach Orientierung. „Vieles war wie eine Melodie geworden, die man nicht vergessen zu können meint, und aus der man doch herausgleitet, um sie stets aufs neue schmerzlich suchen zu müssen. Das war ein unheimliches und hoffnungsloses Spiel.“ Formal scheint sein Leben geordnet zu sein: Sein älterer Bruder Helmuth soll das Gut Stolpin erben und er hat nach dem Besuch der Kadettenschule in Culm die militärische Laufbahn eingeschlagen und lebt nun als Offizier in Berlin.
Zweimal im Jahr besucht ihn sein Vater in der Hauptstadt. Der Roman beginnt mit dem Abschluss eines solchen Aufenthalts im ‚Jägerkasino‘, wo sie die böhmische Animierdame und Prostituierte Ruzena zum Umtrunk einladen. Bald darauf wird sie Joachims Geliebte und stellt für ihn den Inbegriff körperlicher Lust dar. Auch sie verliebt sich in ihn und versucht ihn an sich zu binden. Nachdem sein Bruder Helmuth bei einem Duell in Posen erschossen wurde („Er fiel für die Ehre“ wiederholt Joachims Vater immer wieder) soll er die elterliche Landwirtschaft in Stolpin übernehmen und ausgerechnet Elisabeth, die gesellschaftlich angepasste Tochter des benachbarten Gutsbesitzers Baron Baddensen, heiraten, die für Joachim Sinnbild der Reinheit und damit Gegenfigur zu Ruzena ist.
In seiner Unsicherheit über seinen Lebensweg sucht er Hilfe bei seinem Freund Eduard von Bertrand, einem welterfahrenen Geschäftsmann, der seine Offizierskarriere aufgegeben hat. Aber die Beziehung zu dem dominanten Freund und potentiellen Rivalen ist ambivalent. Bis zum Schluss, als er Bertrand im Krankenhaus besucht und „mit blondgewelltem Haar […] wie ein junges Mädchen“ im Bett liegen sieht, rätselt er über dessen wahres Wesen: „So verbirgt Finsternis ihr wahres Wesen, läßt sich ihr Geheimnis nicht entreißen.“ Darin besteht aber gerade seine Faszination, denn seine Sicherheit und Ironie ziehen Joachim immer wieder zugleich „beruhigend und beunruhigend in seinen Bann.“ Mit ihm führt er kontroverse Gespräche über den Sinn des Lebens. Während sich Bertrand als Freigeist und Zivilist aus den Zwängen der preußischen Wertevorstellungen befreit hat und sich über den gesellschaftlichen und militärischen „Zirkus“ lustig macht, fühlt sich Joachim nur in seiner eng anliegenden Uniform sicher und sucht Zuflucht vor einer von Dekadenz bedrängten Welt zu militärischen und christlichen Symbolen der Vergangenheit, was Bertrand als Romantik bezeichnet. Bertrands emanzipierter Lebensentwurf wird von Joachim einerseits als bedrohlich wahrgenommen, andererseits erhofft er sich vom Freund eine Entscheidungshilfe für sein Privatleben. Aus diesem Grund macht er ihn mit den beiden unterschiedlichen Frauen bekannt und geht das Risiko ein, die Geliebte bzw. die potentielle Braut an ihn zu verlieren. Dieser nutzt jedoch die Situationen nicht für sich aus, sondern wirkt eher als Katalysator. Er hilft bei der Ordnung der Verhältnisse, verschafft Ruzena ein Engagement als Chorsängerin beim Theater und überredet Joachim am Ende, der Geliebten nach der Trennung eine Rente zu zahlen (Teil III). Seine Einmischung in Joachims Beziehungen führt jedoch auch zu Störungen und bewirkt Klärungsprozesse. Während Ruzena der Einfluss Bertrands auf ihren Freund missfällt und sie eine Beeinflussung gegen sie befürchtet, wird Bertrand bei seinem Besuch in Stolpin von Joachims Familie und von Elisabeth freundschaftlich aufgenommen. Herr von Pasenow, der seit dem Tod Helmuths verwirrt ist und einen Argwohn gegenüber seinem Sohn entwickelt, weil er nicht seinen Wünschen entspricht, das Gut sofort zu übernehmen und zu heiraten, meint in Eduard den besseren Sohn, den Stellvertreter Helmuths, zu finden. Noch entscheidender ist seine Wirkung auf Elisabeth. Bei einem gemeinsamen Ausritt lahmt Joachims Pferd nach einem Sprung, was der Reiter als Schicksalswink versteht, Elisabeth Bertrand zu überlassen. Während er zurückbleibt, mischt sich Bertrand in einer Doppelrolle als Führer und Verführer, „als Werkzeug eines höheren Willens“, in die Gefühlsverwirrung und Unentschiedenheit Elisabeths und Joachims ein. Er gesteht ihr seine platonische Liebe und nimmt zugleich von ihr Abschied. Denn Fremde könnten sich uneingeschränkt lieben, nicht aber miteinander Vertraute. Vertrautwerden zerstöre das Mysterium. Er rät ihr zur Befreiung aus den gesellschaftlichen Konventionen und aus Sicherheit bietenden Strukturen und fordert sie zur Entscheidung über ihre wahren Gefühle auf. Damit spricht er bei ihr einen wunden Punkt an: ihre Bindung an die Eltern und an das Gut und ihre Unsicherheit, ob sie Joachim liebt und mit ihm zusammenleben möchte. In der gleichen Situation ist Joachim.
Bertrand reist nach diesem Gespräch eilig nach Berlin ab, Joachim folgt kurz darauf nach und sucht Ruzenas Situation zu verändern. Sie soll das Theater aufgeben und er will ihr einen kleinen Galanteriewarenladen für Stickereien finanzieren. Sie befürchtet eine Trennungsabsicht und lehnt die Abfindung ab. Als Pasenows Gesundheitszustand sich verschlechtert, muss Joachim mit einem Nervenspezialisten nach Stolpin zurückkehren. Ruzena fühlt sich von ihm verlassen und sieht in der Reise einen Vorwand für die Beendigung der Beziehung. Bertrand trifft sie in Joachims Wohnung beim Aufräumen an. Sie beschuldigt ihn, Joachim gegen sich zu beeinflussen, reagiert auf seine Beschwichtigungen immer wütender und richtet Joachims Revolver auf ihn. Bei seinem Versuch, sie zu entwaffnen, lösen sich zwei Schüsse und verletzen ihn am Arm, so dass er im Krankenhaus behandelt werden muss. Ruzena läuft in panischer Angst davon. Als Joachim bei seiner Rückkehr von den Vorfällen erfährt, sucht er nach ihr. Sie hat sich inzwischen von ihm gelöst und arbeitet wieder im Kasino als Prostituierte. Sie lehnt Gespräche ab, nimmt aber nach mehreren Bemühungen eines Notars eine Rente an, die ihr ein unabhängiges Leben ermöglicht, wodurch sich Joachim moralisch entlastet fühlt.
Joachim kann nun bei Baron Baddensen um Elisabeths Hand anhalten. Während die Eltern darüber erfreut sind, besucht die Tochter vor ihrer Entscheidung Bertrand im Krankenhaus, um ihr Gespräch in Lestow über die wahre Liebe fortzusetzen und vielleicht mit ihm eine Beziehung einzugehen. Der fiebrige Kranke wiederholt sein Geständnis und zugleich die Unmöglichkeit der Realisierung. Er will ins Ausland gehen („Ich bin egoistisch“), lehnt alle Heiratszeremonien ab und will ihr andererseits nicht zumuten, seine Geliebte zu werden: „[A]ber schließlich kann ich dich nicht in eine schiefe Situation bringen, selbst wenn sie vielleicht für dich wertvoller sein könnte als … ,sagen wir es geradeheraus, die Heirat mit diesem Joachim.“ Sie kann diese für sie widersprüchlichen Gedanken nicht verstehen und wäre, wie ihre Küsse signalisieren, ihm zu folgen bereit: „[W]ir begehen vielleicht beide das schwerste Verbrechen an uns.“ Doch sie muss seine Haltung akzeptieren.
Nach dem Abschied von Bertrand nimmt sie Joachims Antrag an. In der darauf folgenden Aussprache steht ihre Beziehung zum nach Indien reisenden Bertrand im Mittelpunkt. Joachim bekennt seine eigene Unsicherheit, die Überlegenheit des Freundes und die Attraktivität von dessen Leben außerhalb der Konventionen. Er habe mit seiner Werbung lange gezögert, denn er könne ihr keine Exotik, sondern bloß ein einfaches Leben auf dem Land bieten. Elisabeth entgegnet: „Wir sind anders als er […] Er braucht nicht die schützende Wärme des Beisammenseins wie wir.“ Und Joachim ergänzt: „’Er wäre Ihnen stets fremd geblieben‘ und dies erschien ihnen beiden von einer großen und bedeutungsvollen Wahrheit zu sein, obwohl sie kaum mehr wußten, daß es Bertrand war, von dem sie sprachen.“ Elisabeth ist sich des Kompromisses bewusst: „Wir sind nicht fremd genug und wir sind nicht vertraut genug“ und Joachim weiß noch nicht, wie er sein Bild von der überirdischen reinen Jungfrau Elisabeth mit dem Ehebett verbinden soll. Den Ruzena-Rausch sucht er dort nicht, eher die Pflicht. Die Hochzeit wird im kleinen Kreis in Lestow gefeiert, und das einander noch nicht vertraute Paar beschließt in der Hochzeitsnacht, einander Zeit zu geben, um die Fremdheit zu überwinden. Symbolisch schläft Joachim in Uniform, die Füße in den Lackschuhen auf einem Stuhl abgestützt, „regungslos“ im Bett neben seiner über ihn lächelnden Frau. Nach 18 Monaten wird ihr erstes Kind geboren.
Im Wesentlichen wird die Handlung chronologisch in personaler Form aus den Perspektiven der Hauptfiguren erzählt, wobei die Beobachtungen, Bewertungen und Reflexionen Joachims im Zentrum stehen. Ergänzt werden diese Abschnitte durch Parallelhandlungen Elisabeths, Bertrands oder der Eltern Baddensen bzw. Pasenow und durch auktoriale Überblicke über die Familiengeschichten oder Beschreibungen der Personen und ihrer Wohnungen.

## 1903 Esch oder die Anarchie (April 1931)
Der zweite Roman der Trilogie spielt im mittleren Rheingebiet im Kleinbürger- und Arbeitermilieu. August Esch, 30 Jahre alt, Handlungsgehilfe und Buchhalter in der Weingroßhandlung Stemberg & Co. in Köln, ist angesichts „des anarchistischen Zustandes der Welt, in der keiner weiß, ob er rechts oder links, ob er hüben oder drüben steht“, auf der Suche nach einer Leitlinie für sein Leben. Es herrscht für ihn die Anarchie der Werte, eine elementare Orientierungslosigkeit, in der Lüge und Betrug expandieren: „[I]n den Geschäften, die sie [die Menschen] betreiben, liegt ihre Gemeinschaft. Eine Gemeinschaft ohne Kraft, doch voller Unsicherheit und voll des bösen Willens.“ Esch selbst, das fühlt er immer wieder beschämt, ist ein Teil dieser widersprüchlichen Welt und hat deshalb ein Bedürfnis nach Sühne und Opfer und Neuanfang. Einerseits setzt er sich für Gerechtigkeit ein, leidet mit dem Gewerkschaftler Martin und dem vom Messerwurf bedrohten Varietémädchen Ilona, die er als Opfer des Systems ansieht, andererseits macht er im anrüchigen Vergnügungsbetrieb Geschäfte, verleitet Freunde mit hohen Gewinnversprechungen zu Geldanlagen im Frauenringkampf-Projekt, wirbt dafür Prostituierte als Kämpferinnen an und spielt mit dem Gedanken, die Truppe in einer Art Mädchenhandel nach den USA zu vermitteln. Einerseits ist er „wohlbewandert in Kneipen, Bordellen und Mädchen“ und nutzt sexuelle Gelegenheiten auch im Freundeskreis aus, andererseits verachtet er dieses Leben als unsittlich und ist angetan von den Geradlinigen, z. B. dem inhaftierten Gewerkschaftler, der ihre Verehrer schroff zurückweisenden Witwe Hentjen und dem christlich tugendhaften Zigarrenhändler Lohberg. Zugleich spottet er über deren Begrenztheit und reagiert auf sie unbeherrscht grob und jähzornig, stellt an sie Forderungen, die er selbst in seinem Wankelmut nicht erfüllt. Vorurteile hat er auch gegen Künstler, Kapitalisten, Homosexuelle und Juden. Er fühlt sich als freier Mensch über den Niederungen des Lebens stehend, ist aber in seiner Einsamkeit befangen und im Grunde nicht bindungsfähig. So träumt er sich hinein in Phantasien von einer besseren gerechten Welt. Für ihn sind die USA das Land der Freiheit und des Rechts, symbolisiert durch die Freiheitsstatue. Dahin möchte er auswandern.

### Teil I
Nachdem Esch in Köln wegen eines Streits mit seinem Chef entlassen wurde, trifft er den gehbehinderten Martin Geyring, Sekretär der Gewerkschaft. Sie gehen zusammen in die Rheinschifferkneipe der „Mutter Hentjen“, einer resoluten 36-jährigen Wirtin, die Männern gegenüber Abstand bewahrt, und Geyring informiert ihn über eine offene Stelle bei der Mittelrheinischen Schiffahrts A.G. in Mannheim, deren Vorstandsvorsitzender Eduard v. Bertrand (Freund des Protagonisten in: Pasenow oder die Romantik) ist.
In Mannheim arbeitet er im Büro des Hafenmagazins und lernt dort den Zollinspektor Balthasar Korn kennen. Außerdem befreundet er sich mit dem Zigarettenhändler Lohberg und dem Varietédirektor Gernerth und seinen Artisten Teltscher und Ilona. Er zieht als Untermieter bei Korn und dessen Schwester Erna ein, die ihn zur Heirat zu verführen sucht. Esch ist aber nur an einer sexuellen Beziehung interessiert, was diese ablehnt. In der Folge ist die Beziehung spannungsgeladen. Sie provoziert ihn immer wieder und er reagiert ärgerlich.
Seine Zigarren kauft Esch im Laden Fritz Lohbergs, der ihn wegen seiner konsequenten christlichen Lebensführung interessiert. Diesen Vegetarier und Heilsarmeeanhänger nennt er einerseits einen Idioten, andererseits ist er von dessen Weltbild und seiner Heilserwartung fasziniert: „Die Welt ist vergiftet […] nicht nur mit Nikotin und mit Alkohol und mit tierischer Nahrung, sondern mit einem noch übleren Gift, das wir kaum kennen… es ist nicht anders, als ob Geschwüre aufbrächen.“ Esch bezieht diese Gedanken auf die politische Situation: „[S]olange man zusieht, dass Unrecht geschieht, gibt es keine Erlösung auf der Welt...warum hat Martin sich geopfert und sitzt?“ Martin Geyring war bei einer Gewerkschaftsversammlung wegen angeblicher Aufwiegelei verhaftet worden, obwohl die Transportarbeiter ihm vorwarfen, mit der Direktion des Werks zusammenzuarbeiten. Als Verursacher des Giftes sieht Esch den Präsidenten der Reederei selbst, den er als abgedankten Offizier verachtet und zugleich als eine Gestalt ansieht „hoch über all dem dreckigen Gesindel der kleinen Mörder“, doch „kaum Mensch mehr zu nennen, so weit und hoch war sie entrückt, und dennoch Gestalt des Übermörders, unvorstellbar und drohend erhob sich das Bild Bertrands, des schweinischen Präsidenten dieser Gesellschaft, des warmen Bruders, der Martin ins Gefängnis gebracht hatte.“ Später in Köln schreibt er einen Zeitungsartikel über die von ihm vermuteten Hintergründe, den die sozialdemokratische „Volkswacht“ jedoch nicht abdruckt, weil der Redakteur das Verhalten des „nette[n], freundliche[n], umgängliche[n]“ Präsidenten nachvollziehen kann und den wild Streikenden die Mitschuld gibt.
Im Büro lernt Esch zufällig Direktor Gernerth, Chef eines in der Stadt gastierenden Varietètheaters, kennen. Dieser schenkt ihm Freikarten und er lädt Korn und Erna zu einer Vorstellung ein. Besonders beeindruckt ihn eine Messerwerfernummer des Artisten Teltscher, der unter dem Namen Teltini auftritt, und der schönen Ungarin Ilona. Er wäre gern der Retter des von den Messern bedrohten Mädchens. Doch er muss auf Ilona verzichten, denn sie wird Korns Geliebte. Die Theaterleute suchen nach neuen Attraktionen und Finanzierungsmöglichkeiten. Direktor Gernerth hat die Idee, von Teltscher inszenierte Damenringkämpfe zu veranstalten und durch eine Aktiengesellschaft zu finanzieren; Esch schlägt Köln als Ort vor und ist bereit, dort mit dem Agenten Oppenheimer zu verhandeln und Aktionäre in seinem Bekanntenkreis zu suchen. Auch könnte, so hofft er, ein Umzug des Varietés zur Trennung Ilonas von Korns führen. Er kann Lohberg für die finanzielle Beteiligung am Theatergeschäft gewinnen, und Erna schließt sich in der Hoffnung auf eine Ehe mit dem Ladenbesitzer an. Esch kündigt seine Anstellung und kehrt nach Köln zurück.

### Teil II
In Köln nimmt Esch wieder sein altes Leben auf, verkehrt oft im Gasthaus von Gertrud Hentjen und erzählt ihr seine Phantasien von seinem neuen großen Leben als „Präsident[-] über das Heer der Künstler, Artisten und Direktoren“, dem einmal „straffe Ordnung und Zucht beigebracht werden“ müsse. Diese Formulierungen zeigen seine „tiefe Verachtung allen Künstlertums.“ Die bodenständige Wirtin hört seinen Traum einer „Mischung von glanzvollem Reichtum, Künstlerschaft und Reisefreude“ mit „einer Art hämischer Bewunderung.“ Auf einem Ausflug nach St. Goar, wo sie eigentlich preisgünstig Wein ersteigern wollten, nähern sich die beiden einander und sie gibt seinem Drängen nach und geht mit ihm entgegen ihren Prinzipien eine heimliche Affäre ein. Während er in der Liebe die „Erlösung“ und Unendlichkeit sucht, die er in der Welt nicht findet, und die Hingabe der Geliebten und ihre Trennung von der alten Welt, vom in der Wirtsstube hängenden Bild ihres seit 14 Jahren toten Mannes, erwartet, „um selbst erlöst zu werden“, lässt sie ihn lange Zeit nur als anonyme Figur in ihre Einsamkeit eindringen und scheint nach dem Liebesakt das Interesse an ihm zu verlieren. In der Kneipe behandelt sie ihn wie alle anderen Gäste distanziert, reagiert aber eifersüchtig auf seine alten oder vermuteten neuen Liebschaften. An ihrem 37. Geburtstag reden sie zum ersten Mal über ihre Beziehung, den für Esch unwichtigen Altersunterschied und über ihre Zukunft in der Wirtschaft oder in Amerika.
In seiner neuen Tätigkeit als Theatermanager bereitet Esch mit Agent Oppenheimer die Damenringkämpfe vor. Er pachtet das Alhambratheater und sucht wegen der international wirkenden Schau in Kneipen und Bordellen nach Ringerinnen mit fremdländischen Namen, u. a. hat die Böhmin Ruzena Hruska, Pasenows Geliebte aus dem ersten Roman, einen kurzen Auftritt. Die Truppe wird von Teltscher trainiert. Zunächst finden die Ringkämpfe ein zahlreiches Publikum, dann lässt das Interesse nach und Esch muss neu disponieren. Er träumt von einem Umzug in die USA, wofür er in den Lokalen neues Personal sucht. In einer Homosexuellen-Kneipe trifft er zufällig Harry Köhler und erfährt, dass dieser eine Liebesaffäre zu Bertrand hatte und von diesem verlassen wurde. Dessen Trauer über die Trennung erinnert ihn an seine eigene Auffassung von der Führung der „Fremdheit sozusagen ins Unendliche“ und vom „Mysterium der Einheit“ und die Probleme, dies mit Frau Hentjen zu verwirklichen: „Liebe ist große Fremdheit: da sind zwei und jeder ist auf einem anderen Stern und keiner kann je etwas vom andern wissen. Und auf einmal gibt’s keine Entfernung mehr und keine Zeit und sie sind ineinandergestürzt, so daß sie nichts mehr von sich und nichts mehr voneinander wissen und auch nicht mehr zu wissen brauchen.“ Esch richtet nun den gesammelten Hass auf die Welt gegen den Reedereipräsidenten und will Bertrand, den er sich nach Hentjens Bild vorstellt, wegen seiner Laster und seiner Verbrechen, bestrafen: „So ein Schwein muß abgestochen werden.“

### Teil III
Esch fährt nach Badenweiler, um von Bertrand die Freilassung des inhaftierten Martin zu fordern. Auf dem Weg dorthin macht er in Mannheim Station und logiert einige Tage bei den Korns. Erna ist inzwischen mit Lohberg befreundet. Esch zahlt den beiden einen Teil der Theatereinlagen zurück und hat anschließend keine Skrupel, sich in zwei aufeinanderfolgenden Nächten von der zukünftigen Braut verführen zu lassen. Allerdings bastelt er sich eine Rechtfertigung zusammen, Lohberg sei kein richtiger Mann und Erna habe einen solchen verdient, „[d]enn der Mensch trägt vielerlei Möglichkeiten in sich, und je nach der logischen Kette, die er um Dinge wirft, kann er sich beweisen, daß sie gut oder schlecht sind.“ Esch besucht Martin im Gefängnis und erzählt ihm von seinem Vorhaben, sich für ihn einzusetzen. Dieser widerspricht jedoch seiner Theorie von Bertrands Schuld an seiner Haft und nennt ihn einen „Wirrkopf“.
Die folgende Reise zu Bertrand nach Badenweiler hebt sich von der vorausgehenden und nachfolgenden Romanhandlung als traumartig märchenhaftes Szenario ab und wird eingeleitet durch eine Art von philosophischem Essay über das Schlafwandeln als menschlichem Bewusstseinszustand: „Zwischen geträumtem Wunsch [nach Erlösung] und ahnendem Traum schwebt alles Wissen, schwebt das Wissen vom Opfer und vom Reich der Erlösung.“ Wie diese Reise eines Schlafwandlers verläuft Eschs Aufstieg zu Bertrands Villa, der Empfang und das zwanglose Gespräch, als würde der Hausherr auf den Besucher warten und als würden sie sich schon lange kennen und seien mit ihren metaphysischen Auffassungen vertraut. Sie sprechen mit christlich messianischer Symbolik über Tod und Untergang, Erlösung und Beginn eines neuen Lebens und Bertrand deutet seinen Wunsch zu sterben an. „Sie saßen zusammen bei Tisch; Silber und Wein und Früchte schmückten die Tafel, und sie waren wie zwei Freunde, die alles voneinander wissen.“ Als Esch Bertrand eine Woche später in Köln wegen Homosexualität anzeigt, erfährt er, dass dieser sich inzwischen erschossen hat und dass Harry aus Kummer darüber Selbstmord beging.
Nach dem Besuch in Badenweiler fährt Esch nach Mannheim zurück, denkt in der Nacht über seine Zukunft nach („Der Schlaflose“) und ordnet seine Verhältnisse, indem er sich von Korn und Ilona gedanklich trennt und Lohberg zur Verlobung mit Erna drängt. Damit hofft er, sich aus den Niederungen seiner Vergangenheit zu befreien. In Köln vereinbart er mit Frau Hentjen zu heiraten, das Wirtshaus zu verkaufen und nach Amerika auszuwandern. Doch der Traum vom Neubeginn und der Auslöschung der Vergangenheit zerschlägt sich schnell, als Direktor Gernerth mit dem Geld des Theaters verschwindet und Schulden zurücklässt. Um diese zu tilgen und die Einlagen von Eschs Freunden auszuzahlen, will Teltscher im Herbst mit Ilona ein Theater in Duisburg eröffnen, und als Anschubinvestition wird eine Hypothek auf Mutter Hentjens' Gasthaus aufgenommen.
Gertrud Hentjen, die von Anfang an Angst vor einer Auswanderung ins Ungewisse hatte und als Geschäftsfrau sowohl Anarchie wie Revolution ablehnt, ist im Gegensatz zu Esch mit der Entwicklung zufrieden. Sie lässt ihr Wirtshaus renovieren, organisiert weiterhin selbstständig ihren Betrieb und lässt sich mit der Heirat Zeit. Für Esch verliert sie mit der verlorenen Illusion an Reiz und er fühlt sich gefangen in ihren kleinbürgerlichen Strukturen. Er reflektiert, dass die Ordnung der Verhältnisse nur eine glatte Fassade ist und „daß die vollkommene Liebe, in die er sich hatte retten wollen, nichts als Lug und Trug war, nackter Schwindel, um zu vertuschen, daß er hier als ein x-beliebiger Nachfolger des Schneidermeisters [spöttisch für Herrn Hentjen] herumlief, in diesem Käfig herumlief als einer, der an Flucht und weite Freiheit dachte und doch nur an den Gitterstäben rütteln konnte. Immer dunkler wurde es, und niemals wird sich der Nebel jenseits der Ozeane lichten.“ Schließlich findet er sich damit ab, „daß im Realen niemals Erfüllung sein könne, erkannte immer deutlicher, daß auch die weiteste Ferne im Realen lag, sinnlos die Flucht, dort die Rettung vor dem Tod und die Erfüllung und die Freiheit zu suchen. […] Denn unabänderlich ist das Irdische, mag es sich auch scheinbar verändern, und würde selbst die ganze Welt aufs neue geboren, sie würde trotz des Erlösers Tod den Stand der Unschuld im Irdischen nicht erlangen, nicht ehe das Ende der Zeit erreicht ist.“ Als Teltschers Theaterprojekt einige Zeit später zu scheitern droht, versuchen Esch und seine Frau es mit ihrem aus dem Verkauf des Hauses erzielten Vermögen zu retten, allerdings erfolglos. Esch findet in Luxemburg die Stelle eines Oberbuchhalters (Teil IV): „[S]eine Gattin bewunderte ihn darob nur um so mehr. Sie gingen Hand in Hand und liebten einander. Manchmal schlug er sie noch, aber immer weniger und schließlich gar nicht mehr.“
Gegen Ende des Romans analysiert der homosexuelle Musiker Alfons nach dem Tod Harrys die Situation der Menschen: „[E]r wusste, daß diese Männer zwar mit großer Leidenschaft von der Liebe sprechen, jedoch nur Besitz meinen , oder was man so darunter versteht […] und vielerlei wissend, durfte er trotz seiner Traurigkeit darüber lächeln, daß die Leute in ihrer angstvollen Sucht nach dem Absoluten sich ewig lieben wollen, vermeinend, ihr Leben werde dann kein Ende nehmen und ewig währen. […] daß diese Gehetzten, die das Absolute im Irdischen suchen, immer nur Sinnbild und Ersatz finden für das, was sie suchen, ohne daß sie es benennen können, denn sie sehen den Tod des andern ohne Bedauern und ohne Traurigkeit, so sehr sind sie von dem eigenen besessen; sie jagen nach dem Besitz, um von ihm besessen zu werden, weil sie in ihm das Feste und Unwandelbare erhoffen, das sie besitzen und behüten soll, und sie hassen die Frau, für die sie sich in Blindheit entschieden haben, hassen sie, weil sie bloßes Sinnbild ist, das sie voll Wut zerschlagen, wenn sie sich wieder der Angst und dem Tode preisgegeben finden.“
Im Wesentlichen wird die Handlung chronologisch in personaler Form aus der Perspektive der Hauptfigur erzählt, wobei in einzelnen Szenen die Reflexionen Ernas, Gertruds, Ilonas und Alfons hinzutreten. Ergänzt werden die Handlungen durch auktoriale Überblicke über die Personen bzw. ihre Wohnungen, die Städte sowie einen auf den Titel der Romantrilogie bezogenen Exkurs über die Schlafwandler, der metaphorisch an den Reisenden einer Eisenbahnfahrt erläutert wird.

## 1918 Huguenau oder die Sachlichkeit (April 1932)
Im Vergleich zu den ersten beiden Bänden ist der dritte Teil der Trilogie kein traditioneller Roman, sondern eine Sammlung von 88 meist kurzen erzählerischen und mit ihnen thematisch verbundenen essayistischen Kapiteln, die ein Kaleidoskop der Gesellschaft am Ende des Ersten Weltkrieges ergeben.
1. In Fortführung der Handlung und der auktorialen Erzählstruktur trifft die Hauptfigur Wilhelm Huguenau auf die beiden Protagonisten der ersten beiden Bände: Joachim von Pasenow und August Esch. Major Pasenow ist für die Kriegsdauer als Stadtkommandant reaktiviert, sein ältester Sohn ist vor Verdun gefallen, seine Frau lebt mit zwei Töchtern und dem jüngsten Sohn auf dem westpreußischen Gut. Esch hat seinen Posten als Oberbuchhalter aufgegeben, denn er konnte von einem Erbe die Lokalzeitung „Kurtrierscher Bote“ mit Druckerei kaufen. Die Haupthandlung und verschiedene parallel dazu verlaufende und personell miteinander verknüpfte Nebenhandlungen spielen vom Vorfrühling bis Spätherbst 1918 in einem Städtchen in einem Moselnebental östlich von Trier.
2. In einem zweiten Handlungsstrang schildert der Ich-Erzähler Dr. phil. Bertrand Müller, der Verfasser geschichtsphilosophischer Betrachtungen über den Wertezerfall, seine Begegnung mit dem Heilsarmeemädchen Marie und dem Juden Nuchem.
3. Ergänzt werden die fiktiven Geschichten durch in der Ich-Form geschriebene essayistische Artikel über philosophisch-theologische und politische Themen, v. a. über den Zerfall der Werte.
4. Außerdem gibt es Kommentartexte zur Einordnung der Protagonisten, z. B. über den Buchhalter Esch und seine Probleme in der Realität (10), die ihn zum Rebellen werden lassen, oder zur Abgrenzung Huguenaus von den Begriffen „Rebell“ und „Verbrecher“ (32). Im „Epilog“ (88) wird ein Überblick über die weitere Entwicklung gegeben und der Protagonist im Zusammenhang mit der Thematik „Zerfall der Werte“ charakterisiert.

### Huguenaus Kriegsodyssee
Wilhelm Huguenau, ein etwa 30-jähriger Kaufmann für Schläuche und Textilien aus dem Elsass, wird 1917 zum Kriegsdienst eingezogen (1). 1918 kommt er an die Front in Belgien (2), desertiert und gelangt mit „schlafwandlerische[r] Sicherheit“ in ein Städtchen, wo er hofft, Geschäfte mit Weinbergen zu machen (3). Als er ein Inserat im Lokalblatt „Kurtrierscher Bote“ aufgeben will, trifft er Esch, den Chef der Redaktion und der Druckerei. Dieser hat mit seiner Zeitung wegen ihrer wahren Berichterstattung über den Kriegsverlauf unter Anfeindungen patriotischer Kreise in der Stadt zu leiden und möchte den Betrieb verkaufen. Huguenau wittert eine Chance, hier einzusteigen und sich zu etablieren, und verlagert sein Weinbergvorhaben. Er bietet sich als Vermittler auf der Suche nach Interessenten an (7, 14) und drückt bei weiteren Gesprächen Eschs Preisvorstellung mit dem Argument des schlechten Renommees und notwendiger Sanierungskosten von 20.000 Mark auf 12.000 (22, 26). Inzwischen bereitet er wie ein Hasardeur seinen Coup vor: Er stellt sich dem alten Major v. Pasenow als Agent des Pressedienstes der patriotischen Großindustrie vor, die das bedenklich subversive Blatt gerne unter der Kontrolle städtischer Geschäftsleute wüsste, und bittet ihn als Stadtkommandanten um dessen „Patronanz“ für das staatstragende Projekt. Der nicht sachkundige und für diese zivile Aufgabe eigentlich nicht zuständige Major ist vom redegewandten und formbewussten Auftritt überrumpelt und sagt zu (9). Vor den Honoratioren der Stadt spielt Huguenau geschickt die Rolle des einflussreichen Bevollmächtigten. Damit dies nicht überprüft wird, stützt er die Glaubwürdigkeit des Projekts dadurch, dass er ihre Beteiligungsmöglichkeiten mit der ihnen einleuchtenden Argumentation begrenzt, seine aus dem Verborgenen operierende Großindustrie beanspruche eine Zweidrittelmajorität der Aktien. Mit einem komplizierten Vertrag mit Ratenzahlungen, 10%iger Beteiligung und bezahlter Beschäftigung für Esch als Schriftleiter und Redakteur wird die finanzielle Situation weiter verschleiert und Huguenau kann ohne eigenes Geld und Finanzierungsnachweise die Zeitung mit der Druckerei als Herausgeber übernehmen und im Haus bei freiem Essen wohnen, auch wenn er noch nicht weiß, wie er seine Zahlungsverpflichtungen erfüllen kann (21, 30). Er glaubt zunehmend an seine Lügen und an sein rechtmäßiges kaufmännisches Handeln und schafft sich so seine eigene Wirklichkeit. Mit seinem offensiven, selbstbewussten Auftreten steigt er zu den Honoratioren der Stadt auf und festigt seine Position mit der Gründung des Wohltätigkeitsvereins „Moseldank“, der sich um verwundete Soldaten, Kriegsgräber und die Familien der Gefallenen kümmert (50). Bei einer solchen Veranstaltung, der Siegesfeier zur Erinnerung an die Schlacht bei Tannenberg in der Bierwirtschaft „Stadthalle“ treffen die Bürger der Stadt mit den Soldaten des Lazaretts zusammen und versuchen nach dem patriotisch-repräsentativen Teil ihre gedrückte Stimmung durch Alkohol, Musik und Tanzvergnügen zu verdecken (60).
Für die Eröffnungsnummer der neuen Ausgabe des Boten schreibt der Stadtkommandant den Leitartikel mit der Überschrift „Des Deutschen Volkes Schicksalswende“ (33) und Esch ist von den christlichen Gedanken über den Krieg als Apokalypse, aus der heraus „die neue Brüderlichkeit und Gemeinschaft erstehen könne, damit wieder das Reich Christi errichtet“ werde, angetan, denn er entdeckt darin seine eigene soziale Überzeugung. Der egozentrische Huguenau sieht in Eschs Interesse für die Religion nur einen Deckmantel zur Vorbereitung eines Umsturzes und meldet dies in einem Geheimbericht dem Major, der den Fall trotz des ihn wenig überzeugenden Beweismaterials beobachten will (46). Dieses halbherzige Vorhaben gibt er jedoch als unbegründet auf, als Esch ihm von seiner Bekehrung zu Luthers Gnadenbotschaft durch den Leitartikel berichtet, um Vertrauen für seine Redaktionsarbeit bittet, zum Protestantismus übertritt (54) und zu Bibelstunden einlädt. Der zunehmend von Resignation über die Realität des Krieges, Gleichgültigkeit und dem Wunsch, Abschied zu nehmen, erfasste Pasenow entdeckt in dem Redakteur einen Geistesverwandten im Glauben an die Erlösung aus der kriegerischen Welt in einer christlichen Gesellschaftsordnung nach Jesus Vorbild, während er den Esch als Wolf im Schafspelz verspottenden Huguenau distanziert behandelt (57). Diese Einstellungen veranschaulicht der Autor in einem als Theaterszene verfassten Tischgespräch im Gartenhaus, das sich zu einem brüderlichen Wechselgesang im Stil der Heilsarmeepredigten zum Lobpreis Gottes steigert (59). Dieses gegenseitige Gefühl der Brüderlichkeit zwischen beiden entsteht auch, als der Major Eschs Bibelstunde besucht, in der eine Gefängnissituation aus der Apostelgeschichte, Kp. 16 symbolisch auf die Welt übertragen wird. Das Erscheinen Gödickes, der an der Front verschüttet war und verwirrt ruft, er sei wieder auferstanden, kontrastiert diese Exegese (63). Huguenau betrachtet die Nähe Eschs zum Kommandanten mit immer größerem Misstrauen, er ist neidisch auf ihn und seine Ehe, nennt ihn wegen seiner Bibelstunden „Herr Pastor“ und sieht ihn zunehmend als ideologischen Gegner, den es zu bekämpfen gilt. So schreibt er einen Zeitungsartikel über die wegen mangelhafter Ernährung entstandene Gefängnisrevolte und hofft, dass der Major Esch als Verfasser vermutet (70). Pasenow fühlt sich als verantwortlicher Stadtkommandant angegriffen, ist von den Journalisten, welche die schwierige Versorgungslage der Bevölkerung berücksichtigen müssten, enttäuscht und sieht in dem Artikel eine weitere Abweichung von der irdischen Pflicht „als Abbild des göttlichen Gebots“, der Verpflichtung, auch die persönliche Freiheit aufzugeben und der höheren Idee unterzuordnen (76). Die Selbstüberforderung des Majors durch sein Pflichtbewusstsein in für ihn zunehmend unübersichtlicher werdenden Situationen bringt ihn in große Verwirrung, als er auf einer Liste desertierter Soldaten den Namen Huguenaus findet und ihn vorlädt. Dieser reagiert forsch mit einer Lügengeschichte über bürokratische Fehler seiner Behörde, deutet eine Denunziation Eschs an und droht mit einem Zeitungsartikel über die Freundschaft des Kommandanten und des Redakteurs, so dass ihn Pasenow hilflos davonziehen lässt und den Fall nicht weiter verfolgt (79).
Huguenau sieht sich nach dem Verhör von Feinden bedroht. Einerseits hofft er auf die Wirkung seiner Erpressung Pasenows, andererseits ergreift er die Initiative, bereitet einen Lagerwechsel vor und sucht, die Gunst der Stunde nutzend, Kontakt mit Gewerkschaftlern, denen er sich als systemkritischer Journalist präsentiert (81). Als es Anfang September (85) zu Unruhen unzufriedener Arbeiter kommt, ein Munitionsdepot gesprengt wird und die Detonation die Fenster und Türen vieler Häuser eindrückt, das Gefängnis gestürmt und die Gefangenen befreit werden, bricht die Ordnung in der Stadt zusammen und die Protagonisten geraten in den Zustand der Somnolenz, einer Bewusstseinstrübung, in der die Grenzen des Denkens und Fühlens verschwimmen. Huguenau, eigentlich zum Dienst der Schutzgarde eingeteilt, verlässt seinen Posten und folgt unbewusst zwanghaft persönlichen Interessen. So hilft er den die Marseillaise und Die Internationale singenden Rebellen, das Gefängnistor zu öffnen, eilt zur Druckerei, um die Maschine vor Zerstörung zu schützen und drängt die in besinnungsloser Angst um ihren abwesenden Mann aufgelöste Frau Esch, mit ihm zu schlafen. Er findet das persönlich in Ordnung und will nun noch den Schlusspunkt gegenüber seinem Rivalen setzen. In umgekehrter Richtung hat Esch zuvor nach der Explosion, anstatt seine Frau und den Besitz zu beschützen, panikartig das Haus verlassen, um den Major, und damit den Repräsentanten der Ordnung, vor den Aufständischen zu bewahren. Er findet ihn unter seinem auf dem Weg zum Gefängnis verunglückten, umgestürzten Auto im Zustand der Desorientierung, versteckt den Bewusstlosen im Keller seines Hauses und eilt zurück zu den verwundeten Soldaten. Huguenau beobachtet seine Aktionen, folgt ihm am brennenden Rathaus vorbei durch die dunkle, von den wenigen verletzt Herumirrenden abgesehen, leere Stadt und nutzt die chaotische Situation, ihm sein Bajonett in den Rücken zu stoßen und damit zu töten. Er informiert das Lazarett über das Versteck des Kommandanten, gibt sich zusammen mit Esch als Retter aus und bietet sich an, ausgestattet mit militärischen Dokumenten als Krankenpfleger und einem Marschbefehl, den körperlich und geistig Kranken zu einem Spital nach Köln zu begleiten. Dort lässt er sich einen Militärfahrschein nach Colmar ausstellen, hebt die Gelder der Zeitung von seinem Konto ab und reist in seine Heimat zurück. „Seine Kriegsodyssee, die schöne Ferienzeit war zu Ende.“
Im „Epilog“ wird die weitere Entwicklung zusammengefasst: Huguenau verkauft der Witwe Esch seine erschwindelten Anteile an der Druckerei für 8000 Francs und investiert das Geld in den väterlichen Betrieb, den er übernimmt. Er heiratet eine Frau mit guter Mitgift, tritt ihrer Familie zuliebe zum Protestantismus über und lebt als ein ganz „normaler“ Kaufmann und französischer Staatsbürger im Elsass: „Der zartgraue Nebel traumhaften silbernen Schlafes hatte sich über das Geschehene gebreitet, immer undeutlicher wurde es ihm […] und schließlich wußte er nicht mehr, ob er jenes Leben gelebt hatte oder ob es ihm erzählt worden war.“ In seinem Gedächtnis bleibt nur der kaufmännische Coup, der zu seinem Wertsystem passt (88).

### Lazarett
Andere Handlungen spielen im Bezirkskrankenhaus der Stadt. Dort werden von der Front antransportierte verwundete Soldaten von Oberstabsarzt Kuhlenbeck, seinem Oberarzt Friedrich Flurschütz, Schwester Mathilde, einem adligen Fräulein aus Schlesien, und ihren Kolleginnen sowie dem ortsansässigen praktischen Arzt Kessel behandelt und nach Möglichkeit wieder in den Kampf und, wie die Ärzte sarkastisch bemerken, in den Tod geschickt (28): Der Maurer Ludwig Gödicke war tagelang im Schützengraben verschüttet, kann zur Verwunderung der Ärzte wiederbelebt werden, vegetiert aber dann im Schockzustand dahin, der Faden zu den Gliedern seiner Biographie, zu den verschiedenen Stücken seines Ichs, ist gerissen, einzelne Fragmente tauchen manchmal auf und verschwinden wieder. Nur langsam kann er sich in seiner Umgebung orientieren (4, 15,29, 52). Leutnant Otto Jaretzki muss der linke Arm wegen einer Giftgasverwundung amputiert werden und er erhält eine Prothese (6, 19, 43, 74, 80). Um seinen Verlust zu vergessen, betrinkt er sich und wird in eine Nervenheilanstalt eingewiesen.

### Hanna Wendling
Hanna Wendling lebt mit ihrem Sohn Walter und den Bediensteten in der Villa „Haus in Rosen“ in der Nähe der Stadt, während ihr Mann, der Rechtsanwalt Dr. Heinrich Wendling, an der Front in Südosteuropa ist. Wenn sie nicht ihr Haus für die seltenen Einkäufe verlässt, wird sie von einer Art Lähmung erfasst und verbringt ihre Tage im Müßiggang. Aber diese äußerliche Gleichgültigkeit steht in einer Diskrepanz zu einem tiefen Seelenleben und ist für den Erzähler „Ausdruck eines höchst ethischen Entsetzens über das Grauen, dem die Menschheit sich [im fortschreitenden Krieg] anheimgegeben sah.“ Wie viele Mädchen des „besseren Bürgerstands“ hat sie nach ihrer Heirat ihre ganze Kraft und Motivation in die Ausgestaltung und Einrichtung ihres der damaligen Mode entsprechenden Landhauses gesteckt, bis für sie ein architektonisches Gleichgewicht erreicht war. Nun hat sie jegliches Interesse daran verloren. Für den Erzähler ist dies ein Symptom: „[D]ie Entropie des Menschen ist seine absolute Vereinsamung und was er vorher Harmonie oder Gleichgewicht genannt hat, ist vielleicht bloß ein Abbild gewesen, Abbild, das er sich von dem sozialen Gefüge geschaffen hat und schaffen mußte, solange er noch dessen Teil gewesen ist. “ Als ihr Mann zwei Jahre nach der Einberufung zum Urlaub nach Hause kommt, verändert sich trotz nächtlicher körperlicher Vereinigung tagsüber das Gefühl der Leere und des Hindämmerns nicht (51) und sie erinnert sich, dass ihre Einsamkeit und die Fremdheit Heinrich gegenüber bereits auf der Hochzeitsreise begann (64). Nach dem sechswöchigen Urlaub löst sich das Bild ihres Mannes in ihrer Erinnerung mit der Zeit langsam auf und ihre Tragik, „die Vereinsamung des Ichs“ nimmt in ihrem einsam gelegenen Haus zu. Sie erkrankt an Lungengrippe, erlebt die Nacht der Revolution in ihrem Haus traumatisiert in ihrer Angst vor Einbrechern und stirbt am Tag darauf (85).

### Geschichte des Heilsarmeemädchens Marie und des Juden Nuchem
Dr. phil. Bertrand Müller, der Verfasser geschichtsphilosophischer Betrachtungen über den Wertezerfall, erzählt, teilweise in Versform, die Geschichte von Marie und Nuchem Sussin. Marie, ein „gefallenes“ und jetzt „keusch“ und in Armut lebendes Heilsarmeemädchen, arbeitet in einem Hospiz und in der Krankenmission, zieht abends durch die Stadt, singt Lieder, predigt die frohe Botschaft und sammelt Spenden für Obdachlose. Müllers Wohnungsnachbarn sind jüdische Flüchtlinge aus Polen, u. a. der Arzt Dr. Simon Litwak und der junge Talmudist Nuchem Sussin. Er befreundet sich mit ihnen und sie begleiten ihn auf seinen Gängen durch die Stadt zu einem Heilsarmeeabend. Dort lernt Nuchem Marie kennen, verliebt sich in sie und gerät in Glaubenszweifel, vom Gesetzesweg und der Tradition der Familie abzuweichen (Ahasver). Sie treffen sich in Müllers Zimmer, singen Lieder, zitieren Bibelsprüche von Gesetz und Erlösung und beten Psalmen, die sie verbinden und prinzipiell trennen (67). Doch Marie ist glücklich, trotz unglücklicher Liebe: „Das Übel in der Welt ist groß, doch die Freude ist größer.“ Am Ende lösen sie sich voneinander „und in der Stadt […] verlor sich Spur um Spur, verlor sich Herz um Herz.“ Maries religiöses Engagement beobachtet Müller fasziniert und zugleich aus einer passiven Haltung heraus:

„[K]ein Wesen führt ein Eigenleben. Aber die Instanzen, welche die Geschicke bestimmen, liegen weit außerhalb meiner Macht- und Denksphäre. Ich selbst kann bloß mein eigenes Gesetz erfüllen […] ich bin nicht imstande, darüber hinauszudringen, und mag meine Liebe zu den Geschöpfen Nuchem und Marie auch nicht erlöschen […] es bleiben die Instanzen, von denen sie abhängen, für mich unerreichbar […] Ist dies Resignation? […] Ich bin viele Wege gegangen, um den Einen zu finden, in dem alle anderen münden, indes sie führten immer weiter auseinander, und selbst Gott war nicht von mir bestimmt, sondern von den Vätern.“

Später wandelt sich die Passivität Müllers in eine Art Schwebezustand, ein „Schlafwandeln“ mit einem Körpergefühl „unwirklicher Wirklichkeit, wirklicher Unwirklichkeit“.

### Essays über den Wertewandel
In zehn Essays bemüht sich ein Ich-Erzähler um eine geschichtsphilosophische Klärung der Frage, in was für einer Zeit er und die Figuren leben. Dabei untersucht er die Veränderungen des Denkens seit der „deduktiven Theologie“ des Mittelalters in Religion, Philosophie, den Wissenschaften, der Ökonomie und der Kunst. Der Leitbegriff ist zunächst „der Stil der Epoche“ (31, 20, 24, 34), den man am ehesten an der bildenden Kunst ablesen kann. Zurzeit zeigt sich der Stilverlust in der Architektur in der Nüchternheit und im Verzicht auf die zweckfreien Ornamente in ihrer magischen Bedeutung, wodurch die Zweckmäßigkeit als Maßstab in Erscheinung tritt. (20, 24, 31). Ähnliches gilt für die Geistesgeschichte. Im Mittelalter herrscht noch im Rahmen der Theokratie eine einheitliche christliche Idee. Der große Umbruch beginnt in der Renaissance (55) mit der Hinwendung zur „positivistischen Schau auf die empirisch gegebene und unendlich bewegte Welt, mit dieser Atomisierung der einstigen Ganzheit“ und damit zu einer Individualisierung und zur Atomisierung der Werte. Im Gegensatz zur Religion führt das Erkenntnisproblem in der Philosophie nie zu einer endgültigen Antwort, sondern zu einer „ewigen Fortsetzbarkeit der Frage“ (34). Insgesamt ist die „Alleszermalmung des Inhaltlich-Irdischen die Wurzel der Wertzersplitterung“ (62). Sichtbar wird dies an folgenden Tendenzen: Abstraktion des wissenschaftlichen Weltbildes, zunehmende Sektenbildungen im Protestantismus (62), Autonomie einzelner Fachgebiete und Wertesysteme, Dominanz der Funktionalität, aggressive Radikalisierung, Verselbständigung und Verabsolutierung einzelner Bereiche des Lebens, z. B. des Ökonomischen oder des Militärischen, Entwicklung der Person zum Berufsmenschen (44). In der Logik dieser Zersplitterung liegt es, dass es in der Wirtschaft nur um das Geld, im Krieg nur um den Krieg geht und dass in der Zeit der Kriegsbegeisterung das Individuum Henker und Opfer zugleich ist und sich nach einem „Führer“ sehnt (12). Damit ist der Krieg als Hintergrund des Geschehens gedeutet, in den der skrupellose Kaufmann Huguenau verortet ist.
Huguenaus Verhalten wird als irrational unter einer rationalen Oberschicht erklärt: „Brücken des Vernünftigen, die sich spannen und überspannen, sie dienen einzig dem Zweck, das irdische Dasein aus seiner unentrinnbaren Irrationalität, aus seiner „Bösheit“ zu höherem „vernünftigem“ Sinn und zu jenem eigentlich metaphysischen Wert zu führen, in dessen deduktiver Struktur es dem Menschen ermöglicht wird, der Welt und den Dingen und den eigentlichen Handlungen die gebührende Stelle anzuweisen, sich selbst aber wiederzufinden, auf daß sein Blick unbeirrbar und unverloren bleibe. Kein Wunder, daß unter solchen Umständen Huguenau von seiner eigenen Irrationalität nichts wußte.“ Diese Transformation wird als typisch für jedes Wertesystem bezeichnet. „Jedes Wertsystem geht aus irrationalen Strebungen hervor“ und hat das „ethische Ziel“, diese „ethisch ungültige Welterfassung ins absolut Rationale umzuformen […] Und jedes Wertesystem scheitert an dieser Aufgabe“ und wird als „autonom gewordene Vernunft […] radikal böse.“
Der Essayist schließt nach seinen Analysen über das Irrationale im Rationalen eines jeden Systems und ihre Unvereinbarkeit im Irdischen mit dem Gedanken an eine Erlösung des Menschen im Sinne der christlichen Botschaft und schließt, im Rückgriff auf eine Bibelstunde Eschs (63), mit einem Zitat des gefangenen Paulus aus der Apostelgeschichte 16, 28, der den Strafe befürchtenden Kerkermeister beruhigt: „Tu dir kein Leid!, denn wir sind alle noch hier!“

## Interpretation
Während die Romanteile von 1888 und 1903 in Sprache, Darstellungsweise und Aufbau dem Realismus gleichen, ist der Teil von 1918 auch formal ein aufgelöster Roman. Genauso wie sich die Werte aufgelöst haben, hat sich auch der Roman in Parallelgeschichten aufgelöst und bindet sich an keine Konvention.
Von Pasenow glaubt an die alten Werte, auch wenn sie nur noch „romantisch“ (vgl. den Untertitel zum 1. Roman) verklärt existieren. Esch (2. Roman) versucht immer wieder, gegen das Unrecht in der Welt anzukämpfen; er hofft wie ein Schlafwandler auf eine Erneuerung und Erlösung. Jedoch erkennt er nach langer Suche, „daß im Realen niemals Erfüllung sein könnte“. Gegenfigur zu Pasenow und Esch ist Eduard von Bertrand, ein beinahe zynischer Intellektueller, der schließlich Selbstmord begeht. Huguenau, der weder Moral noch Glauben an etwas besitzt, steht für die Verkommenheit eines Lebens ohne Werte. Als Opportunist verkörpert er den Tiefpunkt der neuen Zeit ohne Wertesystem. In seiner „Sachlichkeit“ (Untertitel des 3. Romans), seiner Bindung an bürgerliche Konventionen (als „philiströs“ von Broch verurteilt) und in einer vom Kommerz geprägten Welt (als Angehöriger eines kaufmännischen „Partialsystems“) stellt er den Prototyp des Menschen der Moderne dar. So manifestiert sich der Werteverlust in allen drei Titelfiguren. Die philosophischen Reflexionen des dritten Romans müssen als Ergänzung und Gegengewicht des erzählten Geschehens begriffen werden: Erst wenn die Figuren mit ihrem Handeln in die großen Prozesse der Veränderung seit der Renaissance hineingestellt werden, kann man den Sinn ihres Lebens und Scheiterns begreifen.
Das Motiv des Schlafwandelns, das in „Esch oder die Anarchie“ eingeführt worden ist, taucht in „Huguenau“ mehrmals auf, z. B. im Zusammenhang mit Wilhelm Haguenau oder Hanna Wendling. Der Erzähler der „Geschichte des Heilsarmeemädchens“ (77) erklärt den Begriff als ein Körpergefühl, das ihm die Gewissheit schenke, „in einer Art Wirklichkeit zweiter Stufe zu leben, daß eine Art unwirklicher Wirklichkeit, wirklicher Unwirklichkeit angehoben hatte, und sie durchrieselte mich mit sonderbarer Freudigkeit. Es war eine Art Schwebezustand zwischen Noch-nicht-Wissen und Schon-Wissen, es war Sinnbild, das sich nochmals versinnbildlichte, ein Schlafwandeln, das ins Helle führte, Angst, die sich aufhob und doch wieder aus sich selbst erneuerte.“ Im metaphorischen Kapitel, in dem das kleine Mädchen Marguerite von zu Hause weggelaufen und am Abend in ein fremdes Dorf gelangt ist, spricht der auktoriale Erzähler davon, dass „das Schlafwandeln der Unendlichkeit“ über sie gekommen ist und sie nie mehr freigeben wird (82).
„Der soziale Querschnitt, der in den drei Bänden gezogen ist, offenbart fast in allen Charakteren sich als Nazi-Nährboden.“ (Hermann Broch) Dazu passt der kritische Hinweis des Erzählers (am Ende der Trilogie) auf den Wunsch des orientierungslos gewordenen Menschen nach einem Führer, dem „Heilsbringer, der in seinem eigenen Tun das unbegreifbare Geschehen dieser Zeit sinnvoll machen wird, auf daß die Zeit neu gezählt werde“. Bald nach Fertigstellung des zwischen 1928 und 1931 geschriebenen Romans sollte dieser Wunsch in verhängnisvoller Weise Wirklichkeit werden.

## Hörspiel und Hörbuch
- 2007 bis 2009 produzierte der Bayerische Rundfunk/Hörspiel und Medienkunst die Romantrilogie Die Schlafwandler als zwölfteiliges Hörspiel.
  - 1888 Pasenow oder die Romantik. Mit: Jürgen Hentsch, Wolfram Koch, Werner Wölbern, Jürgen Holtz, Luise Deschauer, Linda Olsansky. Bearbeitung, Komposition und Regie: Klaus Buhlert. BR 2007.
  - 1903 Esch oder die Anarchie. Mit: Manfred Zapatka, Werner Wölbern, Bernhard Schütz, Sabine Orleans, Caroline Ebner, Thomas Loibl, Thiemo Schwarz, Stephan Zinner, Rainer Galke, Samuel Finzi, Jens Harzer, Stefan Wilkening. Bearbeitung und Regie: Klaus Buhlert. BR/HR 2008.
  - 1918 Huguenau oder die Sachlichkeit. Mit: Peter Kurth, Samuel Finzi, Hanns Zischler, Werner Wölbern, Jens Harzer, Cristin König, Jürgen Holtz, Milan Peschel, Bernhard Schütz, Manfred Zapatka, Wolfram Koch, Sabine Orléans, Jeanette Spassova, Felix von Manteuffel. Bearbeitung, Komposition und Regie: Klaus Buhlert. BR 2009.

- 2018: Die Schlafwandler. Eine Romantrilogie. ungekürztes Hörbuch, gelesen von Peter Lieck (Der Audio Verlag)